# Smutne Turniczki

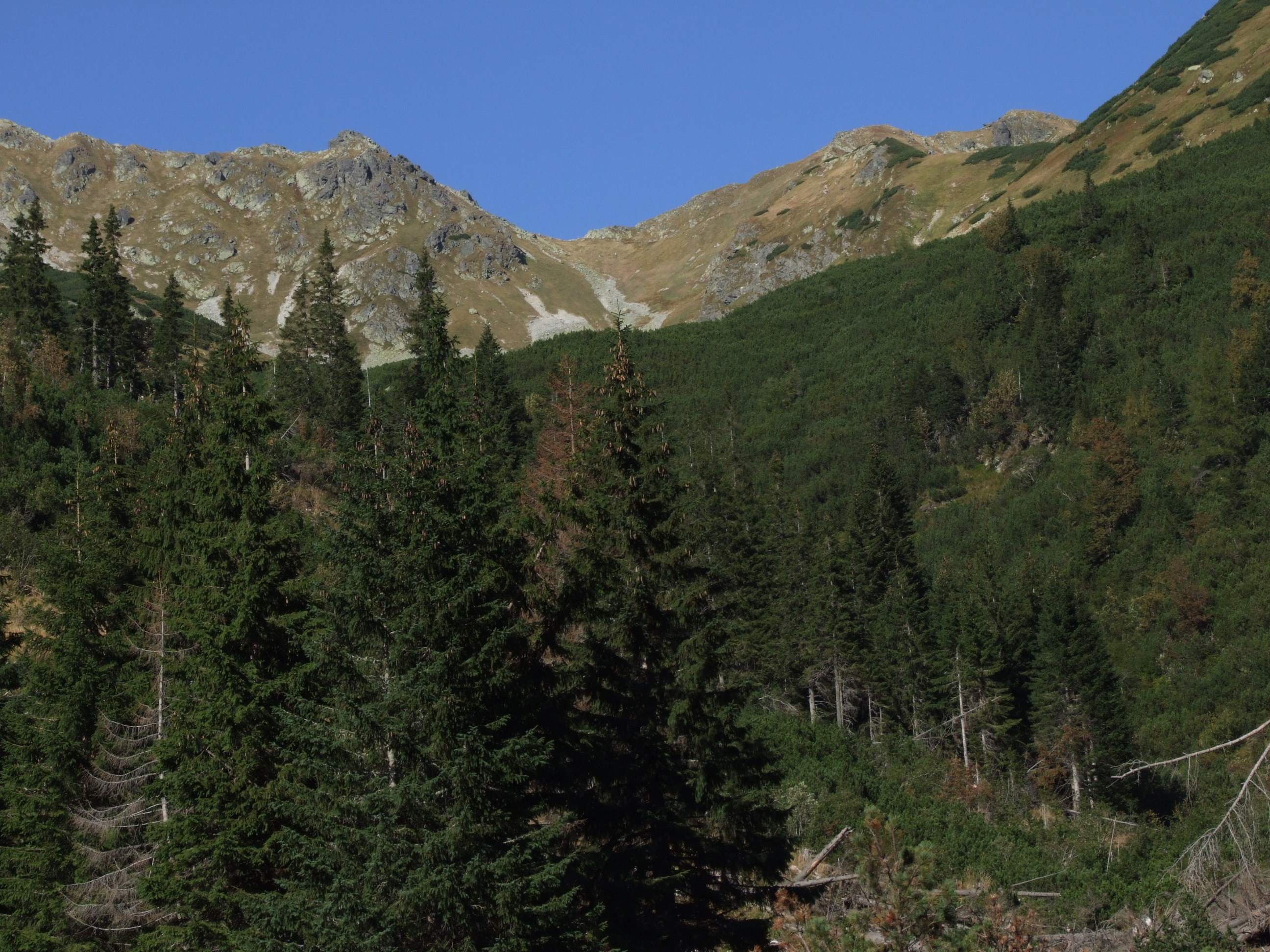
Widok z Doliny Żarskiej na Smutną Przełęcz. Smutne Turniczki po jej lewej stronie

Smutne Turniczki – niewielkie turnie (turniczki) po zachodniej stronie Smutnej Przełęczy (1963 m) w słowackich Tatrach Zachodnich. Znajdują się w ich grani głównej, pomiędzy Smutną Przełęczą a Przednią Kopą (2136 m) – najbardziej na wschód położonym wierzchołkiem Trzech Kop. Ich skaliste ścianki opadają z jednej strony do Doliny Smutnej, z drugiej do Doliny Żarskiej. Granią, w której się znajdują, prowadzi szlak turystyczny. Najbardziej wybitna wśród Smutnych Turniczek bywa nazywana Smutną Kopką.

## Szlaki turystyczne
czerwony: Banikowska Przełęcz – Banówka – Hruba Kopa – Trzy Kopy – Smutna Przełęcz – Rohacze – Jamnicka Przełęcz. Czas przejścia z Banówki na Smutną Przełęcz: 2 h, z powrotem tyle samo.